# Suomi NPP
A Suomi NPP (Suomi National Polar-orbiting Partnership), – korábban National Polar-Orbiting Operational Environmental Satellite System Preparatory Project (magyarul: Nemzeti poláris pályán keringő környezetkutató műholdrendszer előkészítő projekt) – egy amerikai földfigyelő és meteorológiai műhold, amellyel a korábbi, hasonló célú műholdrendszerek leváltására tervezett NPOESS műholdakon alkalmazott technológiát próbálják ki.
Az NPP 2011. október 28-án indult. 824 kilométeres poláris röppályájáról a várakozások szerint több mint harminc különböző klímaváltozó lemérését tudja elvégezni, beleértve a tengeri és szárazföldi felszíni hőmérsékleteket, a globális jégtakarót, az atmoszferikus ózonszinteket és a vegetációs termelékenységet.
A műhold által szállított műszerek a következők:
- Advanced Technology Microwave Sounder (ATMS): Mikrohullámú érzékelő, mellyel a légkör hőmérsékleti és nedvességprofilját lehet megalkotni a felhővel fedett területeken.
- Cross-track Infrared Sounder (CrIS):Infravörös érzékelő, a légkör hőmérséklet- légnyomás és nedvességprofiljának megállapítására, a tengerfelszín hőmérsékletének és a légkör ózontartalmának mérésére felhővel nem fedett helyeken
- Ozone Mapping and Profiler Suite (OMPS): A légkör ózontartalmának magassági profilját alkotja meg.
- Visible/Infrared Imager Radiometer Suite (VIIRS): Látható/infravörös képalkotó műszer.
- Cloud and Earth Radiant Energy System (CERES): A felhők által kisugárzott és visszavert elektromágneses sugárzás mennyiségét mérő műszer